# Domenico Marocchino
Domenico Marocchino (Vercelli, 1957. május 5. –) válogatott olasz labdarúgó, középpályás.

## Pályafutása

### Klubcsapatban
1975–76-ban a Juventus, 1976–77-ben a Juniorcasale, 1977–78-ban a Cremonese, 1978–79-ben az Atalanta, 1979 és 1983 között ismét a Juventus labdarúgója volt. A Juventus csapatával két olasz bajnoki címet és egy kupagyőzelmet ért el. Tagja volt az 1982–83-as idényben BEK-döntős együttesnek. 1983–84-ben a Sampdoria, 1984 és 1987 között a Bologna játékosa volt. 1987–88-ban a Casale csapatában fejezte be az aktív játékot.

### A válogatottban
1981-ben egy alkalommal szerepelt az olasz válogatottban.

## Sikerei, díjai
Juventus
- Olasz bajnokság (Serie A)
  - bajnok (2): 1980–81, 1981–82
- Olasz kupa (Coppa Italia)
  - győztes: 1983
- Bajnokcsapatok Európa-kupája (BEK)
  - döntős: 1982–83

## Statisztika

### Mérkőzése az olasz válogatottban
| Olaszország | Olaszország       | Olaszország               | Olaszország | Olaszország | Olaszország | Olaszország  | Olaszország | Olaszország |
| #           | Dátum             | Helyszín                  | Hazai       | Eredmény    | Vendég      | Kiírás       | Gólok       | Esemény     |
| ----------- | ----------------- | ------------------------- | ----------- | ----------- | ----------- | ------------ | ----------- | ----------- |
| 1.          | 1981. december 5. | Nápoly, San Paolo Stadion | Olaszország | 1 – 0       | Luxemburg   | vb-selejtező | -           |             |
|             | Összesen          |                           |             | 1           | mérkőzés    |              | 0           | gól         |